# ある日突然?!スパゲティ・ママの青春白書
『ある日突然?!スパゲティ・ママの青春白書』（あるひとつぜんスパゲティ・ママのせいしゅんはくしょ）は、テレビ朝日系列のゴールデン劇場（毎週木曜日21:00 - 21:54）の枠で、1980年（昭和55年）9月25日から同年12月4日まで放映されていたテレビドラマ。全10話。

## 概要・内容
亡き夫・幸一郎の七回忌を済ませた49歳の未亡人・上杉茜は、幸一郎の前妻の娘・直子が嫁いだ後に、青春時代の夢を思い出してそれをかなえるために一念発起、外国語学校に入学してイタリア語を学び始める。そこから、家庭に学校に起こる出来事・騒動を描いていたライトコメディ・ホームドラマ。

## 出演
- 上杉茜：八千草薫
49歳。外交官をしていた父の仕事の関係で幼少時はイタリアで育つ。父は早逝し、少女期は貧しい中で育った。銀行幹部の上杉幸一郎と結婚、幸一郎は再婚だったため後妻となり、先妻の子供二人（直子、正之）を育てたが、幸一郎は7年前に他界。直子、正之が成人した今、自分の夢を叶えるためにもイタリア語の勉強を決意。「思い出のイタリアへ行って父の墓参りをしたい」「フィレンツェかその周辺に永住したい」という夢を持っている。
- 上杉直子（薬剤師）：小川知子
茜の義理の娘、31歳。薬剤師をしている。気が強く潔癖症で少々わがまま。父親っ子で育ったことから茜には嫉妬してなかなか懐かなかったが、その愛情に気付くようになって反省するようになる。
- 多恵：岡田奈々
- 和田とく：野村昭子
- 大森京一：橋爪功
エンジニア出身で、会社では資材係長。茜が探して紹介した直子の見合い相手。しかし直子にはあまり好かれてなく、すぐに尻に敷かれることに。本人も気が弱い性格。
- 上杉正之：佐野稔
茜の義理の息子（直子の弟）、25歳。デパート勤務。大学生時代はフィギュアスケートの選手で、今も続けている。姉の手前から茜を嫌う振りはしているが、内心では慕っている。
- 牛久保信三：芦田伸介（特別出演）
茜が通う外国語学校の教師。厳しく口うるさいタイプで、生徒からも「ギュー様」と呼ばれて恐れられる存在。茜に対しても表面的には厳しく指導するが、内心では茜に惹かれるものを持っている。
- 中島（外国語学校の生徒）：江藤博利
- 外村（外国語学校の生徒）：草間正吾
- 滝沢（外国語学校の生徒）：山崎誠
- ：石田えり
- 夏子（外国語学校の生徒）：一ノ瀬康子
- ：安雲千晃
- のぞみ（外国語学校の生徒）：立枝歩
- 上杉仁（格の息子）：田中泰憲
- 鷲尾万里子：沢村貞子
幸一郎の姉（茜の姑）。茜が何をするにつけても一々文句を付けている。悪意があるわけではないものの、茜が一番の苦手としている。女子大学卒。体裁を気にする。
- 上杉幸一郎：山内明
- 鷲尾武久：宇野重吉（特別出演）
万里子の夫（茜の舅）。印刷屋経営。口うるさい妻には手に負えないが、仲は特に悪くない。誰からも好かれる存在で、茜にとっても好感の持たれる良き理解者。直子からも一目置かれている。
- 上杉格：杉浦直樹
幸一郎の弟。元からのんびり屋で定職を持たず、雑文を書きながら、息子二人と暮らす日々を送る。妻とは離婚したが、密かに再婚を望んでいる。親戚の中で数少ない茜の味方。
ほか

（出典：）

## スタッフ
- 原案：松木ひろし、葉村彰子
- プロデューサー：千野栄彦、岩永惠
- 脚本：松木ひろし、金子成人、田口耕三
- 演出：山内和郎（全話担当）
- 音楽：平尾昌晃
- 制作：テレビ朝日

（出典：）

## サブタイトル
| 各話   | 放送日         | サブタイトル         | 脚本       |
| ------ | -------------- | -------------------- | ---------- |
| 第1話  | 1980年9月25日  | （サブタイトル無し） | 松木ひろし |
| 第2話  | 1980年10月2日  | （〃）               | 松木ひろし |
| 第3話  | 1980年10月9日  | （〃）               | 松木ひろし |
| 第4話  | 1980年10月23日 | 授業開始! ABC        | 松木ひろし |
| 第5話  | 1980年10月30日 | 望郷イタリアーノ     | 金子成人   |
| 第6話  | 1980年11月6日  | 翔べないカップル     | 松木ひろし |
| 第7話  | 1980年11月13日 | 大いなる秘密         | 田口耕三   |
| 第8話  | 1980年11月20日 | 対決! 教師対義弟     | 松木ひろし |
| 第9話  | 1980年11月27日 | 求婚再婚? 大混乱     | 松木ひろし |
| 最終話 | 1980年12月4日  | ビバ! 卒業旅行       | 松木ひろし |